# Platinum Metals Review
Platinum Metals Review (ook Platinum today publications) is een internationaal, aan collegiale toetsing onderworpen open access wetenschappelijk tijdschrift over metalen uit de platinagroep en de industriële toepassing daarvan.
De naam wordt in literatuurverwijzingen meestal afgekort tot Platin. Met. Rev.
Het wordt uitgegeven door Johnson Matthey Plc en verschijnt 4 keer per jaar.
Het eerste nummer verscheen in 1957.